# Hogrefe Verlag
Der Hogrefe Verlag ist ein Fachverlag für Psychologie, Psychotherapie und Psychiatrie (Bücher, Zeitschriften, Testverfahren und digitale Assessments) mit Hauptsitz in Göttingen. Pflege, Gesundheitswesen und Medizin kommen am Standort Bern dazu.
Der Verlag wurde 1949 von Carl Jürgen Hogrefe (1924–2007) gegründet Seit 1994 wird er in zweiter Generation von G.-Jürgen Hogrefe (* 1960) weiterhin als Familienunternehmen geleitet und ist der Mutterverlag der Hogrefe Verlagsgruppe (Hogrefe Publishing) welche 2001 gegründet wurde und heute in 18 Ländern vertreten ist.

## Gründung und erste Generation

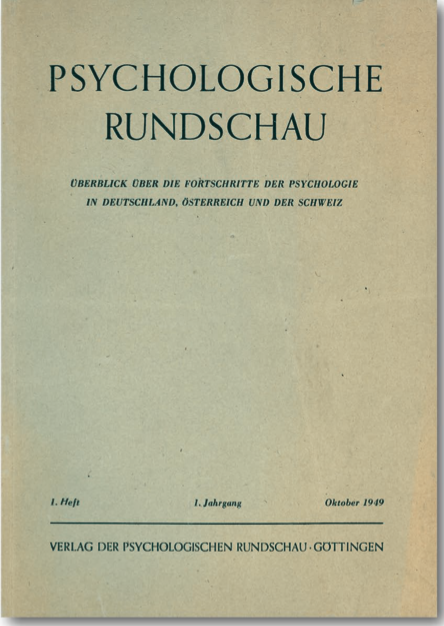
Erste Psychologische Rundschau

Auf dem ersten Nachkriegskongress 1948 der Deutschen Gesellschaft für Psychologie in Göttingen entstand die Idee, eine Fachzeitschrift herauszugeben mit der Aufgabe, die Vernetzung der Psychologie im deutschsprachigen Raum zu fördern. Am 1. Oktober 1949 erschien die erste Ausgabe der Zeitschrift unter dem Namen Psychologische Rundschau. Die Gestaltung delegierte der Herausgeber Gustav von Allesch an seinen Assistenten Carl Jürgen Hogrefe. Da kein anderer Verlag das Risiko der Herausgabe dieser Zeitschrift tragen wollte, gründete Hogrefe seinen eigenen Verlag. Unter den Mitwirkenden und Förderern der Verlagsidee befanden sich viele Hochschullehrer, unter anderem Philipp Lersch, Kurt Gottschaldt, Wolfgang Metzger, Robert Heiß, Oswald Kroh, Friedrich Sander, Johannes Rudert und Hubert Rohracher.
Der Herausgabe der Psychologischen Rundschau folgte 1952 das erste Buch Konstitution und Entwicklung von Wilfried Zeller, 1953 das erste psychologische Testverfahren mit dem Intelligenzstrukturtest (I-S-T) von Rudolf Amthauer. 1954 wurde die Testzentrale in Stuttgart gegründet, deren Aufgabe ein kontrollierter Vertrieb psychologischer Testverfahren an fachlich qualifizierte Anwender war. Hogrefe übernahm den dort ansässigen Testverlag Siegfried Wolf. Dabei erfolgte in Sachen Testschutz eine Zusammenarbeit mit dem BDP. Im Rahmen der Kooperation wurde die Gründung eines Arbeitsausschusses, des "Testkuatoriums" vereinbart. 1971 wurde auch das "Apparatezentrum" gegründet, was Steckbretter, Bettnässeralarmgeräte, andere Reaktionsgeräte vertrieb und dann den Softwarevertrieb übernahm - zunächst das Wiener Testsystem, dann das eigene Hogrefe Testsystem.
Bis 1955 hatte Hogrefe noch eine Anstellung an der Universität Göttingen, ab dann konzentrierte er sich vollständig auf den Aufbau des Verlages. 1958 erschien der erste Band des Handbuches für Psychologie, welches auf 12 Bände angelegt war und einen aktuellen Überblick über das Wissen auf verschiedenen Teilgebieten der Psychologie geben sollte. Meilensteine der Internationalisierung waren 1974 die Gründung der C.J. Hogrefe Inc. in Toronto und 1984 der Erwerb des Verlags Hans Huber in Bern. Sein Sohn G.-Jürgen Hogrefe trat 1985 in die Geschäftsführung des Verlages Hans Huber ein.

## Weitere Internationalisierung und zweite Generation

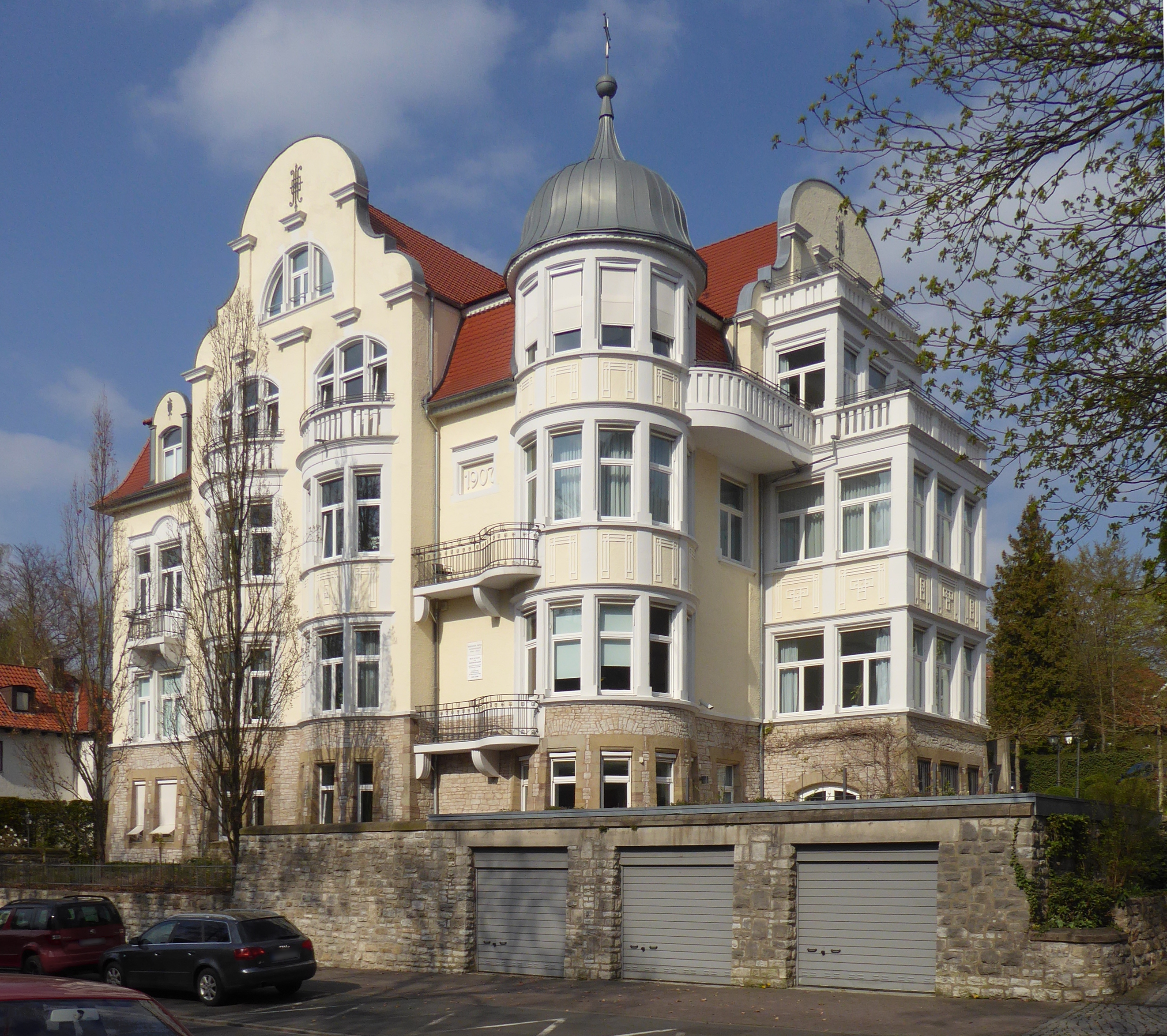
Hauptsitz Göttingen seit 2011

Im Jahr 1994 übertrug Carl-Jürgen Hogrefe die Verantwortung für das Gesamtunternehmen an G.-Jürgen Hogrefe.
Die Dachgesellschaft Hogrefe Verlagsgruppe GmbH wurde 2001 gegründet, im Jahr 2005 hat die Hogrefe Verlagsgruppe die Dachmarke „Hogrefe“ und einheitliche Gestaltungselemente für alle Unternehmen der Hogrefe Verlagsgruppe eingeführt. 2015 wurde noch einmal eine neue Markenidentität definiert und der Verlag Hans Huber wird seitdem als Hogrefe AG weitergeführt. Die Verlagsgruppe wird seit 2013 von einem Group Executive Board (GEB) geleitet, dessen Vorsitzender und CEO G.-Jürgen Hogrefe ist.
Der Verlag bzw. die Verlagsgruppe ist Mitglied der Association of Test Publishers, Gründungsmitglied der European Test Publishers Group sowie Mitglied der International Test Commission.
Mit Stand Anfang 2025 beschäftigt die Verlagsgruppe mehr als 650 Mitarbeitende in 18 Ländern und bietet nach eigenen Angaben eines der umfangreichsten Portfolios psychologischer Fachliteratur, wissenschaftlicher Zeitschriften und psychologischer Testverfahren in bis zu 24 Sprachen. Sie gehört zu den internationalen Branchenführern.
Zur Hogrefe Verlagsgruppe gehören (Stand 2025):
- Hogrefe Verlag Göttingen (Deutschland) gegr. 1949
- Testzentrale (Göttingen), gegr. 1954 in Stuttgart, 1991 nach Göttingen umgezogen
- Hogrefe Toronto gegr. 1974,  heute aus Boston USA und Kanada gemeinsam
- Hogrefe USA gegr. 1974, zunächst Relais aus vertriebstechnischen Gründen - Levinston, dann Seattle, dann Mansfield, heute Boston (Newburryport) MA für Nordamerika.
- Hogrefe AG:  1984 Erwerb Verlag Hans Huber Bern (gegr. 1927), seit 2015 unter dem jetzigen Namen
- Testzentrale (Bern) (deutsch- und französischsprachiger Bereich), gegr. 1987
- Hogrefe Testcentrum (Prag), gegr. 1999
- Hogrefe Ltd. (Oxford), gegr. 2003
- Hogrefe Austria (Wien), gegr. 2005
- Éditions Hogrefe France (Paris), gegr. 2006
- Hogrefe Uitgevers bv (Amsterdam), gegr. 2007
- Hogrefe Psykologiförlaget (Stockholm), gegr. 2008
- Hogrefe Psykologisk Forlag (Kopenhagen), gegr. 2010
- Hogrefe Editore s.r.l. (Florenz), gegr. 2012
- Hogrefe Consulting, gegr. 2012
- Hogrefe Psykologien Kustannus Oy (Helsinki), gegr. 2013
- Editora Hogrefe CETEPP Ltda. (São Paulo), gegr. 2015, 2023 Übernahme Pearson's Assessment in Brasilien (Casa do Psicologo Tests)
- TEA EDITIONES (Madrid) mit Niederlassungen in Barcelona, Bilbao, Sevilla und Zaragoza, seit 1. Januar 2017
- Editoria Hogrefe (Lissabon), (bisheriger Verlagsbereich CEGOC Lissabon der CEGOS Group) seit 1. Januar 2017
- Hogrefe Digital Solutions GmbH, gegr. 2022, Betreuung der digitalen Plattform des Hogrefe Testsystems
- Manual Moderno (Mexiko) und Tochtergesellschaft in Kolumbien seit Anfang 2025

Zwei Kinder von G. Jürgen Hogrefe, Antonia Hogrefe, promovierte Psychologin, sowie Friedrich Hogrefe, MBA in Medienmanagement, sind in die Geschäftsleitung der Verlagsgruppe eingetreten und sichern so den Fortbestand des Verlages als Familienunternehmen in der dritten Generation.

## Publikationen und Dienstleistungen
Der Verlag ist Marktführer für psychologische Fachbücher und Fachzeitschriften im deutschsprachigen Raum.

### Bücher
Laut Webseite werden rund 2400 Buchtitel zu allen Fachgebieten der Psychologie, Psychotherapie und Psychologie angeboten, die Buchreihen und Einzelbücher umfassen. Darunter befinden sich Lehrbücher für das Studium auf Bachelor- und Masterstufe. Daneben gibt es Fachliteratur zu anderen Gesundheitsberufen, zum Gesundheitswesen allgemein und zur Pflege. In Bern wurde eine Buchreihe "Psychologische Kinderbücher" gestartet.
Unter dem Namen eLibrary werden über 1600 Bücher des Verlages auch als E-Books angeboten.
- Besondere Bedeutung für den Verlag besitzt das mehrbändige Handbuch der Psychologie,[29] das 1958 erstmals realisiert und 1985 neu konzipiert wurde.
- Seit dem Jahre 1982 erscheint die mehrbändige Enzyklopädie der Psychologie, welche den Stand der Psychologie noch ausführlicher darstellt.[30]
- Das Lexikon der Psychologie (der „Dorsch“), liefert den Überblick in einem Band und verfügt auch über einen Online-Zugang.

### Fachzeitschriften
Im Verlag erscheinen mehr als 40 Fachzeitschriften zur Psychologie, zur Pflege und zur Medizin. Unter dem Namen Hogrefe OpenMind bietet die Verlagsgruppe ein Modell für Open Access an. Der Datenbankzugang Hogrefe eContent bietet eine Online-Recherchemöglichkeit (Volltext) für die Fachzeitschriften der Verlagsgruppe.

### Psychologische Testverfahren
Die „Hogrefe Testzentralen“ in Deutschland und der Schweiz vertreiben psychologische Testverfahren der Verlagsgruppe und anderer Verlage an Fachleute. Die publizierten Verfahren unterliegen den Standards der Qualitätssicherung in der Psychologischen Diagnostik, u. a. einem kontrollierten Vertrieb aus Gründen des Testschutzes. Recherchen zu Testverfahren sind online möglich.
Das Hogrefe Testsystem für die computerunterstützte Psychodiagnostik wurde von 1992 bis 2012 im Rahmen eines Drittmittelprojektes mit der Universität Freiburg (Schweiz) entwickelt und international vom Verlag vertrieben. Seit 2012 erfolgt die Entwicklung im Verlag und 2022 wurde Hogrefe Digital Solutions gegründet, um die digitale Plattform weiter zu betreuen.
Unter der Bezeichnung „Hogrefe Consulting“ werden Unternehmen Beratungsleistungen rund um den Einsatz von Testverfahren im Personalwesen angeboten. Dabei wird die Qualitätsnorm DIN 33430 beachtet. Fortbildungsmaßnahmen zu diagnostischen Themen, insbesondere der sachgerechten Anwendung einiger psychologischer Testverfahren, ergänzen diesen Bereich. Ursprünglich wurde dies am Standort Bern 2012 gegründet, es gibt jetzt auch ein größeres Beraterteam am Standort Göttingen.

### Weiter- und Fortbildung
Die Hogrefe Academy bietet rund 150 Angebote in 4 Formaten für mehr als 2000 Teilnehmer pro Jahr an. Dazu gehören Seminare, Webinare life und aufgezeichnet sowie interaktive Fortbildungen.

### Ankündigungen im Bereich der Psychologie
Gemeinsam mit der Deutschen Gesellschaft für Psychologie unterhält der Verlag das Stellenportal „PsychJOB“ für Stellenangebote und -gesuche aus dem Bereich der Psychologie. Außerdem wird ein Kalender für Tagungen, Kongresse und Symposien aus dem Gebiet der Psychologie im In- und Ausland angeboten.

### Veranstaltungsreihen
Seit 2011 richtet der Verlag jährlich das Frankfurter Forum (Veranstalter: Marcus Hasselhorn, Claudia Mähler, Wolfgang Schneider und Ulrich Trautwein) aus, wo es um eine stärkere Verzahnung von Wissenschaft mit Praxis in Schule und Unterricht geht. Aktuelle Erkenntnisse der Grundlagenforschung stehen ebenso im Mittelpunkt wie Diagnosemöglichkeiten zu Interventionen bzw. pädagogischen und psychologischen Maßnahmen.

## Verschiedenes

### Standorte
Zuerst hat der Verlag aus dem Wohnhaus der Verlegers Brentanoweg 10 operiert, 1971 wurde das Haus im Rohnsweg 25 als Verlagsgebäude und Firmensitz gebaut. Im Jahr 1991 ist die 1954 in Stuttgart gegründete Testzentrale nach Göttingen in die Robert-Bosch-Breite 25 umgezogen. Seit Herbst 2011 ist der Firmensitz des Verlages in einer renovierten Villa Merkelstrasse 3. In das Fridtjof-Nansen-Haus Merkelstrasse 4, was der Verlag ebenfalls gekauft hat und saniert, ist die Hogrefe Digital Solutions GmbH seit Juni 2024 eingezogen.

### Ehrungen und Auszeichnungen
2019 wurde der Hogrefe Verlag von der Südniedersachsenstiftung und der IHK als einer von zehn „Top Arbeitgebern“ mit dem Topas-Siegel ausgezeichnet. 2922 erhielt der Verlag anlässlich der Frankfurter Buchmesse das Gütesiegel für Ausbildungen in der Buchbranche, welche in dem Jahr zum ersten Mal verliehen worden sind. Im jahr 2024 wurde der Verlag Hogrefe wurde, wie bereits in den zwei vergangenen Jahren, wieder mit dem kununu „TOP Company Award 2024“ ausgezeichnet.
Der Hogrefe Verlag stiftet den seit 2001 aller 2 Jahre verliehenen Alfred-Binet-Preis für die Förderung der Qualität in der Psychologischen Diagnostik, welcher jährlich durch die Fachgruppe Differentielle Psychologie, Persönlichkeitspsychologie und Psychologische Diagnostik der Deutschen Gesellschaft für Psychologie (DGPs) verliehen wird.